# Партизанская бригада «Чепинец»
Партизанская бригада «Чепинец» (болг. Партизанска бригада „Чепинец“) — подразделение Народно-освободительной повстанческой армии Болгарии, находившееся в ведении 3-й Пазарджикской повстанческой оперативной зоны. Бригада действовала в районе городов Доспат и Батак.

## История
Бригада образована в 1944 году: её предшественником была партизанская рота имени братьев Крыстиных (болг. Братя Кръстини), которую образовали 14 партизан, ушедшие из Родопского партизанского отряда имени Антона Иванова. В июле 1944 года выросшая в размерах рота была преобразована в партизанскую бригаду «Чепинец».
Командиром бригады был Атанас Семерджиев, комиссаром — Манол Велев.
Бригада проводила партизанские акции в населённых пунктах Цветино, Габровица, Голямо-Белёво, а также атаковала еврейский концлагерь около Белово.
18 августа 1944 года вместе с партизанскими отрядами имени Ангела Кынчева и имени Панайота Волова бригада провела большую партизанскую акцию в сёлах Варвара, Симеоновец и Семчиново и на вокзале Варвара. 4 сентября 1944 года совместно с этими же отрядами участвовала в битве при Милевых скалах против превосходящих сил армии и жандармерии.
9 сентября 1944 года бригада участвовала в установлении власти Отечественного фронта в сёлах Каменица, Лыджене и Чепино, ныне входящих в город Велинград.